# 7031 Kazumiyoshioka
A 7031 Kazumiyoshioka (ideiglenes jelöléssel (7031) 1994 UU) a Naprendszer kisbolygóövében található aszteroida. Yoshisada Shimizu és Urata Takesi fedezte fel 1994. október 31-én.